# Fires of Rebellion
Fires of Rebellion é um filme mudo norte-americano de 1917, do gênero drama, dirigido por Ida May Park, estrelado por Lon Chaney e distribuído pela Universal.

## Elenco
- Dorothy Phillips - Madge Garvey
- William Stowell - John Blake
- Lon Chaney - Russell Hanlon
- Belle Bennett - Helen Mallory
- Golda Madden - Cora Hayes
- Alice May Youse - Sra. Garvey
- Ed Brady - Dan Mallory
- Dick La Reno - Joe Garvey (como Richard La Reno)